# 8888 Tartaglia
8888 Tartaglia eller 1994 NT1 är en asteroid i huvudbältet som upptäcktes den 8 juli 1994 av den belgiske astronomen Eric W. Elst vid CERGA-observatoriet. Den är uppkallad efter den italienska matematikern Niccolò Fontana Tartaglia.
Asteroiden har en diameter på ungefär 14 kilometer.